# Setra S 315 H
De Setra S 315 H is een autobus voor interstedelijk vervoer, dat zowel geschikt is voor openbaar vervoer als voor tourvervoer. Dit bustype is geproduceerd door de Duitse busfabrikant Setra. De H in de benaming staat voor Hochboden-Überlandbus, wat weer hogevloer streekbus betekent. De bus heeft geen verlaagde vloer, waardoor er treden nodig zijn en mindervalide mensen moeilijker de bus in kunnen, maar in tegenstelling tot de UL-versie heeft de H-versie een iets hogere vloer. Dit type model heeft twee uitvoeringen, de uitvoering met een front voor openbaar vervoer en de uitvoering met een front voor toerisme (GT-versie).
In 2009 is deze bus vervangen door de Setra S 415 H en Setra S 416 H.

## Inzet
Dit bustype komt voor in verschillende landen, waaronder Duitsland en Luxemburg.
| Land      | Bedrijf       | Serie   | Aantal | Inzet              | Opmerking |
| --------- | ------------- | ------- | ------ | ------------------ | --------- |
| Duitsland | Autokraft     | 180-191 | 12     | Sleeswijk-Holstein |           |
| Luxemburg | Voyages Ecker | VE2030  | 1      | Tourvervoer        |           |

## Verwante bustypen

### Hoge vloer
- Setra S 313 UL - 10 meteruitvoering (2 assen)
- Setra S 315 UL - 12 meteruitvoering (2 assen)
- Setra S 316 UL - 13 meteruitvoering (2 assen)
- Setra S 317 UL - 14 meteruitvoering (3 assen)
- Setra S 319 UL - 15 meteruitvoering (3 assen)

### Lage vloer
- Setra S 300 NC - 12 meteruitvoering (2 assen)
- Setra S 315 NF - 12 meteruitvoering (2 assen)
- Setra S 319 NF - 13 meteruitvoering (2 assen)

### Andere modellen
- Setra SG 321 UL - 18 meter gelede-uitvoering (3 assen)